# Dieter Haselbach
Dieter Haselbach (geboren 1954 in Gelsenkirchen) ist ein deutscher Soziologe.

## Leben
Haselbach studierte Soziologie in Marburg, wo er 1984 promoviert und 1991 habilitiert wurde. Haselbach war in Darmstadt, Graz und Marburg als Hochschuldozent tätig, war zwischen 1992 und 1995 DAAD Associate Professor in Victoria (British Columbia), von 1996 bis 2000 Reader and Head of Politics and Modern History an der Aston University in Birmingham und wurde 2001 außerplanmäßiger Professor an der Universität Marburg, dort später allerdings nicht lehrend. Seit 1999 ist er als Unternehmensberater mit einer Spezialisierung auf öffentliche Kulturbetriebe tätig.
Seit 2009 ist er, mit einer Unterbrechung von 2012 bis 2014, der Direktor und Geschäftsführer des Zentrums für Kulturforschung.
Seit September 2020 ist Haselbach zudem Präsident der Ferdinand-Tönnies-Gesellschaft und federführender Herausgeber der Ferdinand Tönnies Gesamtausgabe, an der er schon in den Jahren davor mitgearbeitet hatte.

## Kulturinfarkt
Haselbach ist einer der vier Autoren der 2012 veröffentlichten Polemik Der Kulturinfarkt, in der sie ein Denkmodell entwickeln, die Hälfte der Kultureinrichtungen in Deutschland zu schließen.

## Schriften (Auswahl)
- Herausgeber: Ferdinand Tönnies und die Debatte um Gemeinwohl und Nachhaltigkeit. Springer VS, Wiesbaden 2023, ISBN 978-3-658-39243-7 (E-Book, Printversion ist für Mai 2023 angekündigt).
- Dieter Haselbach, Armin Klein, Pius Knüsel, Stephan Opitz: Der Kulturinfarkt: Von Allem zu viel und überall das Gleiche. Eine Polemik über Kulturpolitik, Kulturstaat, Kultursubvention. E-Books der Verlagsgruppe Random House GmbH, München 2012, ISBN 978-3-641-07287-2.
- Michael Brater; Dieter Haselbach; Antonia Stefer: Kompetenzen sichtbar machen. Lang, Frankfurt M. 2010, ISBN 978-3-631-60465-6.
- Autoritärer Liberalismus und soziale Marktwirtschaft. Gesellschaft und Politik im Ordoliberalismus. Nomos-Verl.-Ges., Baden-Baden 1991, ISBN 3-7890-2504-6. (Habilitationsschrift, Universität Marburg)
- Franz Oppenheimer, Soziologie, Geschichtsphilosophie und Politik des „Liberalen Sozialismus.“ Leske und Budrich, Opladen 1985, ISBN 3-8100-0527-4 (Dissertation, Universität Marburg)